# Limnogonus hyalinus
Limnogonus hyalinus är en insektsart som först beskrevs av Fabricius 1803.  Limnogonus hyalinus ingår i släktet Limnogonus och familjen skräddare. Inga underarter finns listade i Catalogue of Life.